# اماتین
اماتین (عربی: إماتين) یک روستا در دولت فلسطین است که در استان قلقیلیه واقع شده‌است. اماتین ۱۰٫۰ کیلومتر مربع مساحت و ۲٬۴۵۰ نفر جمعیت دارد و ۴۳۲–۵۱۸ متر بالاتر از سطح دریا واقع شده‌است.